# Bermuda Run
Bermuda Run es un pueblo ubicado en el condado de Davie, Carolina del Norte, Estados Unidos. Tiene una población estimada, a mediados de 2022, de 3210 habitantes.

## Historia
A principios de la década de 1920 David y China Lybrook edificaron en la zona la llamada "Ariston Farm". La casa fue construida con piedras encontradas en los alrededores y la madera fue cortada y curada en la finca.
Lo que una vez fue un campo dedicado a la cría de ganado y caballos se convirtió en una lujosa comunidad de jubilados, un club de campo privado y un campo de golf, y la ciudad más nueva del condado de Davie.
En la década de 1980 la comunidad experimentó una expansión que agregó un lujoso centro de retiro, condominios de lujo y otros nueve hoyos de golf.

## Geografía
La localidad está ubicada en las coordenadas 36°00′15″N 80°25′45″O / 36.00417, -80.42917 (36.004278, -80.42907). Según la Oficina del Censo, tiene una superficie total de 6.64 km², de la cual 6.46 km² corresponden a tierra firme y 0.20 km² están cubiertos de agua.

### Localidades adyacentes
El siguiente diagrama muestra a las localidades en un radio de 20 kilómetros (12,4 mi) de Bermuda Run.

## Demografía

### Censo de 2020
Según el censo de 2020, en ese momento la localidad tenía una población de 3120 habitantes.
| Raza                   | Núm. | Porc.  |
| ---------------------- | ---- | ------ |
| Blancos                | 2747 | 88.04% |
| Afroamericanos         | 119  | 3.81%  |
| Amerindios             | 15   | 0.48%  |
| Asiáticos              | 69   | 2.21%  |
| Isleños del Pacífico   | 1    | 0.03%  |
| De otras razas         | 24   | 0.77%  |
| De una mezcla de razas | 145  | 4.65%  |

Del total de la población, el 3.46% eran hispanos o latinos de cualquier raza.

### Censo de 2000
Según el censo de 2000, en ese momento los ingresos promedio de los hogares de la localidad eran de $84,187 y los ingresos promedio de las familias era de $100,727. Los hombres tenían ingresos medios por $100,000 frente a los $27,350 que percibían las mujeres. Los ingresos per cápita para la localidad eran de $47,765. Alrededor del 1.40% de la población estaba bajo la línea de pobreza nacional.